# Храм Святого Иоанна Златоуста (Новокузнецк)
Храм Святого Иоанна Златоуста — католический храм в городе Новокузнецк. Административно относится к Преображенской епархии (с центром в Новосибирске), возглавляемой епископом Иосифом Вертом. Расположен по адресу: ул. Разведчиков, 3. Построен в 2004—2007 годах. Храм Святого Иоанна Златоуста необычен тем, что в нём проводят службы два прихода разных обрядов: грекокатолический и римско-католический. До апреля 2013 года возглавлял оба прихода один священник-биритуалист — отец Алексей Баранников. С апреля 2013 года новым настоятелем храма стал отец Павел Гладков. С 2015 года два прихода возглавил вновь о. Алексей Баранников.
С 2022 храм возглавил отец Кшиштоф Корольчук. 
С 2024 храм возглавил отец Илья Астапов.

## История
Историческим ядром новокузнецкой католической общины были верующие немецкого (римо-католики) и украинского (грекокатолики) происхождения. С конца 50-х годов XX века верующие собирались на частных квартирах. С 1959 года нелегальные богослужения на квартирах проводил священник Василий Рудка, живший в Прокопьевске и посещавший Новокузнецк. С 1982 года местом собрания католической общины города стал дом на улице Гжельская в Орджоникидзевском районе. Подпольные богослужения там проводил священник византийского обряда из ордена редемптористов Ярослав Сподар.
В 1993 году католический приход Новокузнецка вышел из подполья и был официально зарегистрирован. В 1998 году администратором новокузнецкого прихода был назначен священник-биритуалист Алексей Баранников. В 1999 году началась подготовка и согласование необходимой для строительства храма документации, в 2004 году началось строительство, продолжавшееся три года. Храм был построен в восточном византийском стиле, но с элементами западной церковной архитектуры. 14 октября 2007 года храм был освящён. Церемонию освящения совершили епископ Иосиф Верт, глава Преображенской епархии в Новосибирске, и епископ Стефан Меньок, экзарх Донецко-Харьковский Украинской греко-католической церкви. Церковь Святого Иоанна Златоуста стала первым католическим храмом Кузбасса (позднее была также построена Церковь Непорочного Сердца Пресвятой Девы Марии в Кемерове). Рядом с храмом построено здание приходского дома.